# Scorpiops troglodytes
Espèce
Synonymes
- Alloscorpiops troglodytes Lourenço & Pham, 2015

Scorpiops troglodytes est une espèce de scorpions de la famille des Scorpiopidae.

## Distribution
Cette espèce est endémique de la province de Quảng Nam au Viêt Nam. Elle se rencontre vers Cha Vanh dans la réserve naturelle de Song Thanh.

## Description
Le mâle holotype mesure 20,9 mm.

## Systématique et taxinomie
Cette espèce a été décrite sous le protonyme Alloscorpiops troglodytes par Lourenço et Pham en 2015. Elle est placée dans le genre Scorpiops par Kovařík, Lowe, Stockmann et Šťáhlavský en 2020.

## Étymologie
Son nom d'espèce lui a été donné en référence au lieu de sa découverte, une grotte.

## Publication originale
- Lourenço & Pham, 2015 : « A remarkable new species of Alloscorpiops Vachon, 1980 from a cave in Vietnam (Scorpiones, Euscorpiidae, Scorpiopinae). » ZooKeys, no 500, p. 73–82 (texte intégral).